# Referendum na Litwie w 2014 roku
Referendum na Litwie w 2014 roku – referendum przeprowadzone 29 czerwca. Przedmiotem głosowania była kwestia wprowadzenia zakazu sprzedaży ziemi cudzoziemcom, do czego Litwa zobowiązała się w traktacie akcesyjnym do UE. Referendum było nieważne, ponieważ frekwencja wyniosła mniej niż wymagane 50%.

## Okoliczności i przedmiot głosowania
Referendum rozpisano na wniosek grupy inicjatywnej na czele z liderami Związku Litewskiej Młodzieży Narodowej Juliusem Panką i Litewskiego Związku Narodowego Gintarasem Songailą. Pod petycją w tej sprawie zebrali oni wymagane 300 tys. podpisów. Żadne z parlamentarnych ugrupowań politycznych nie wyraziło poparcia dla referendum.

## Wyniki referendum
| Za                      | 269 049   | 72,83% |
| Przeciw                 | 100 375   | 27,17% |
| Głosy nieważne/puste    | 10 754    | –      |
| Ogółem                  | 380 178   | 100%   |
| Uprawnionych/frekwencja | 2 538 430 | 14,98% |
| Źródło: VRK             |           |        |